# Histoire des Mexicano-Américains
Pour un article plus général, voir Mexicano-Américains.

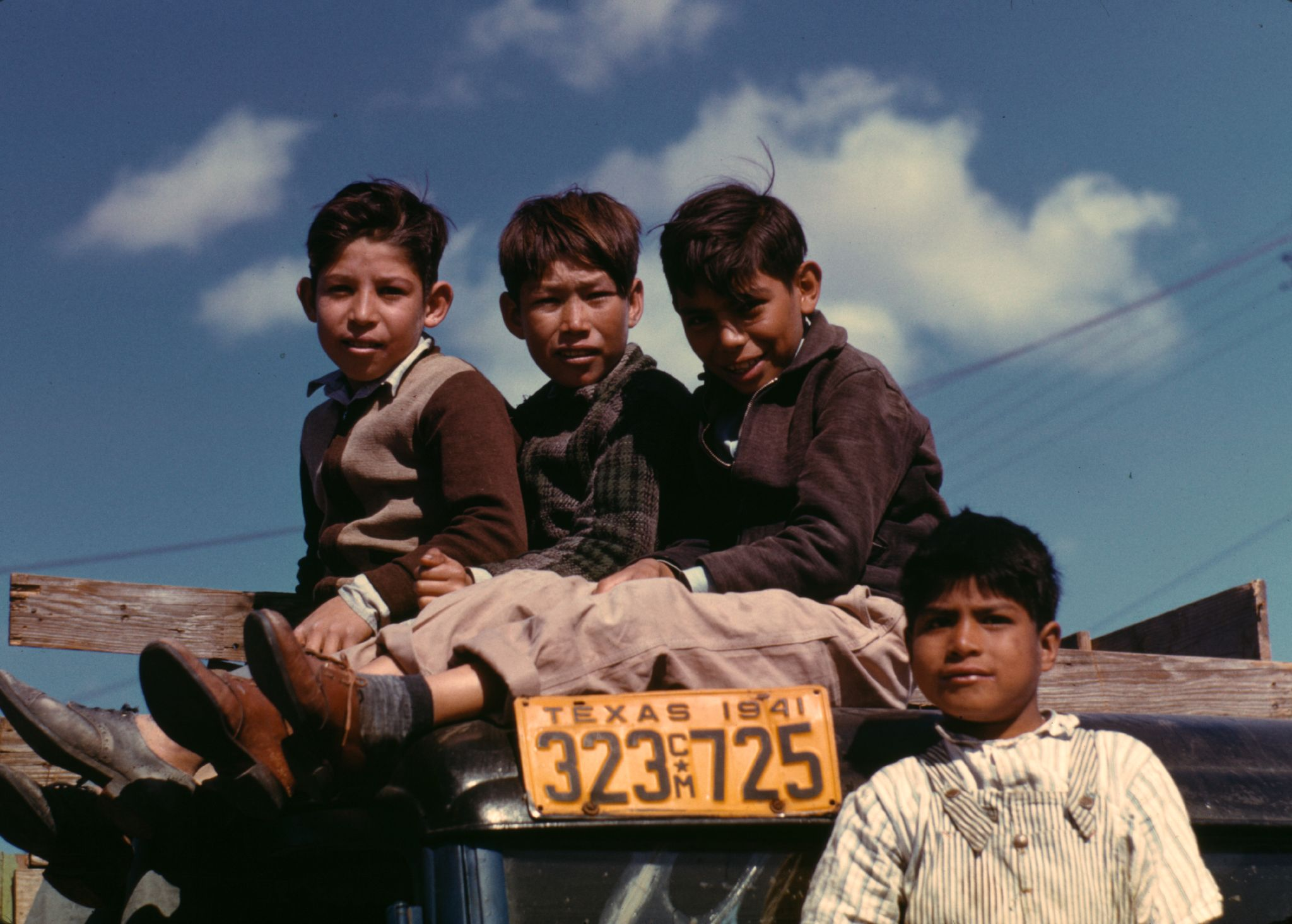
Les garçons mexicains américains, Robston, Texas, 1942.

L'histoire des Mexicano-Américains, ou histoire des résidents américains d'origine mexicaine, commence après l'annexion du Nord du Mexique en 1848, lorsque près de 80 000 citoyens mexicains des actuels États de Californie, du Nevada, de l'Utah, de l'Arizona, du Colorado et du Nouveau-Mexique sont devenus citoyens américains,. Les migrations à grande échelle ont augmenté la population mexicaine des États-Unis au cours des années 1910, les réfugiés ayant fui la dévastation économique et la violence de la révolution et de la guerre civile au Mexique,. Jusqu'au milieu du XXe siècle, la plupart des Mexicano-Américains vivaient à quelques centaines de kilomètres de la frontière, bien que certains se soient réinstallés le long des voies ferrées du Sud-Ouest vers le Midwest.
Dans la seconde moitié du XXe siècle, les Mexicano-Américains se sont répandus à travers les États-Unis, en particulier dans le Midwest et le Sud-Est,, bien que les plus grands centres de population des groupes restent en Californie et au Texas. Pendant cette période, les Mexicano-Américains ont fait campagne pour le droit de vote, l'équité en matière d'éducation et d'emploi, l'égalité ethnique et l'avancement économique et social.
Dans les années 1960 et 1970, les organisations étudiantes chicano ont développé des idéologies du nationalisme chicano, mettant en évidence la discrimination américaine contre les Mexicano-Américains et soulignant les échecs globaux d'une société culturellement pluraliste. S'appelant eux-mêmes La Raza, les militants chicano ont cherché à affirmer la spécificité raciale et le statut de classe ouvrière des Mexicano-Américains, à créer un mouvement pro-barrio et à affirmer que « le brun est beau ». Protestant à la fois contre l'assimilation ethnique et les mauvais traitement envers la classe prolétarienne, le mouvement Chicano a été la première mobilisation à grande échelle de l'activisme mexicano-américain dans l'histoire des États-Unis.